# Dolophones conifera
Espèce
Synonymes
- Tholia conifera Keyserling, 1886

Dolophones conifera est une espèce d'araignées aranéomorphes de la famille des Araneidae.

## Distribution
Cette espèce est endémique d'Australie. Elle vit dans l'ouest de l'Australie, comme plusieurs autres espèces du genre Dolophones.

## Description
Le mâle mesure 6 mm et la femelle 9 mm.
Elle est connue en anglais sous le nom de wrap-around spider (litt. « araignée enroulante ») pour sa capacité à se camoufler en aplatissant son corps pour s'enrouler autour des branches des arbres.

## Systématique et taxinomie
Elle a été décrite par Eugen von Keyserling en 1886 sous le protonyme Tholia conifera. Elle est déplacée dans le genre Dolophones par Eugène Simon en 1908.

## Comportement
Le soir, cette araignée se cache généralement dans sa toile, tandis que la journée, elle prend sa forme camouflée caractéristique sur les branches et les troncs des arbres. Cette espèce peut également se déplacer au sol.

## Publication originale
- Keyserling, 1886 : Die Arachniden Australiens. Nürnberg, vol. 2, p. 87-152 (texte intégral).